# Daughters (canção de John Mayer)
“Daughters” é o terceiro single do álbum Heavier Things do cantor norte-americano John Mayer. A canção, consagrada pela crítica, ganhou inúmeros prêmios, incluindo o Grammy Award para Música do Ano no 47º Grammy Awards em 2005. Já vendeu 1.007.000 cópias nos EUA em maio de 2013.

## Letra
Liricamente, “Daughters” é uma advertência aos pais (e em menor grau às mães) para que cuidem bem de suas filhas em sua infância, porque o relacionamento afetará suas futuras relações com homens quando adultas. Mayer usa seu próprio amor conturbado para ilustrar sua crença.
O cantor contou várias vezes histórias diferentes, e às vezes conflitantes, sobre a inspiração para a música, desde o “Real World” da MTV (em uma entrevista ao Sirius Morning Mash Up Show em maio de 2007) a uma ex-namorada sem nome. Em 2010, em “Storytellers” da VH1, Mayer afirmou que ele escreveu a música sobre uma ex-namorada que tinha problemas de confiança por causa de seu pai ausente, o que levou ao declínio e eventual término de seu relacionamento.

## Equipe e colaboradores
- John Mayer — vocal, guitarra
- Lenny Castro – percussão
- Jamie Muhoberac - piano

## Controvérsia sobre o lançamento
Mayer foi resistente em lançar a música como single, e ainda estava cético apesar da vitória do Grammy, que ele mencionou em seu discurso ao receber o prêmio. Em várias ocasiões, Mayer afirmou que pretendia lançar as músicas “Come Back to Bed” e “Something's Missing” como singles, como eles eram mais o tipo de música que ele estava inclinado a fazer. No entanto, a gravadora decidiu que “Daughters” seria mais bem recebido pelo rádio.

## Vídeo musical
O vídeo musical é apresenta-se em tons de cinza de Mayer tocando violão e cantando a música em um estúdio escuro, intercalado entre cenas de uma garota (ou seja, uma "filha"). O videoclipe foi dirigido por Mario Sorrenti e estrelado pela supermodelo australiana Gemma Ward.

## Lista de faixas
| Lançamento original (Setembro de 2004) |                                                                        |                        |         |  |
| N.º                                    | Título                                                                 | Letras                 | Duração |  |
| 1.                                     | "Daughters"                                                            | John Mayer             | 3:59    |  |
| 2.                                     | "Come Back to Bed" (Live at the C.W. Mitchell Pavilion, July 24, 2004) | Mayer                  | 11:56   |  |
| 3.                                     | "Home Life" (Live at the Shoreline Amplitheaer, July 16, 2004)         | Mayer, David LaBruyere | 6:50    |  |

| Relançamento (Dezembro de 2004) |                                   |            |         |  |
| N.º                             | Título                            | Letras     | Duração |  |
| 1.                              | "Daughters"                       | John Mayer | 3:59    |  |
| 2.                              | "Daughters" (Electric guitar mix) | Mayer      | 3:59    |  |
| 3.                              | "Daughters" (Home demo)           | Mayer      | 4:59    |  |

## Paradas musicias
| Parada (2004–05)                                   | Melhor posição |
| -------------------------------------------------- | -------------- |
| Australia (ARIA)                                   | 53             |
| Brazil (ABPD)                                      | 58             |
| Países Baixos (Single Top 100)                     | 29             |
| Estados Unidos (Billboard Hot 100)                 | 19             |
| Estados Unidos (Billboard Adult Alternative Songs) | 6              |
| Estados Unidos (Billboard Adult Contemporary)      | 2              |
| Estados Unidos (Billboard Adult Top 40)            | 1              |
| Estados Unidos (Billboard Mainstream Top 40)       | 19             |